# Pain FitzJohn

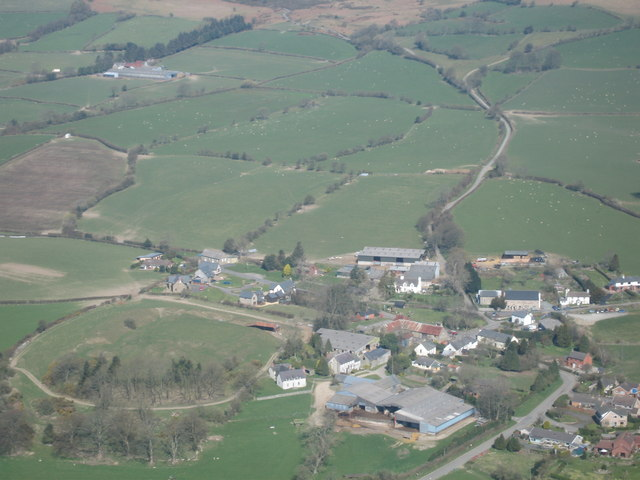
Luftbild von Painscastle in Powys, im Bild links die Überreste der von Pain FitzJohn gegründeten Burg

Pain FitzJohn (auch Payn FitzJohn genannt) († 10. Juli 1137) war ein anglonormannischer Adliger. Von Geburt her stammte er aus dem niederen Adel, unter Heinrich I. stieg er zu einem der mächtigsten Barone der Welsh Marches auf.

## Herkunft
Er war vermutlich der älteste Sohn von John FitzRichard, der aus dem Avranchin in der Normandie stammte. Sein Vater besaß nur geringen Grundbesitz in Norfolk und Essex, und sein jüngerer Bruder Eustace FitzJohn diente dem König in Nordengland. Seine Schwester Adeliza wurde später Äbtissin von Barking Abbey.

## Aufstieg unter HeinrichI.
Vermutlich diente Pain am Hofe von Heinrich I., bis er 1115 Sybil Talbot, eine Enkelin von Walter de Lacy heiratete. Durch seine Heirat erwarb er Güter bei Longtown, Weobley und Ludlow in den westlichen Midlands, und zwischen 1123 und 1127 wurde er Sheriff von Herefordshire und 1127 Nachfolger von Richard de Belmais als Sheriff von Shropshire. Während Belmeis die Grafschaft von Shrewsbury aus verwaltet hatte, verlegte Pain seinen Hauptsitz nach Bridgnorth. In den nächsten Jahren konnte Pain weitere Besitzungen wie das walisische Grosmont sowie Clifford und Wigmore in Herefordshire erwerben und seine Herrschaft über Ludlow festigen. Zur Grenzsicherung errichtete er in Powys das nach ihm benannte Painscastle. 1128 lieferte Maredudd ap Bleddyn, der Fürst von Powys seinen Neffen Llywelyn ab Owain, der ebenfalls Ansprüche auf die Herrschaft über Powys hatte, an Pain aus, der ihn in Bridgnorth Castle einkerkerte. Zusammen mit Miles de Gloucester galt er in den späten Regierungsjahren von Heinrich I. als der mächtigste Baron der Welsh Marches.

## Unterstützung von Stephan von Blois und Tod
Nach König Heinrichs Tod am 1. Dezember 1135 nahm Pain an der Beisetzung in Reading teil und unterstützte den Thronanspruch von Stephan von Blois. Im April 1136 war er noch im Gefolge des Königs in Oxford, doch dann kehrte er an die walisische Grenze zurück, wo die Waliser nach dem Tod Heinrichs I. gegen die englische Herrschaft rebellierten. Bei der Verfolgung walisischer Räuber geriet er am 10. Juli 1137 in einen Hinterhalt und wurde durch einen Pfeil getötet. Er wurde in Gloucester Abbey begraben.

## Nachkommen
Er hinterließ zwei Töchter, Cecily und Agnes. Cecily war 1137 mit Roger, dem ältesten Sohn von Miles de Gloucester verheiratet, dem König Stephan 1137 den Erbanspruch auf die Besitzungen Pains bestätigte. Gegen die Ehemänner von Agnes und anderer Erben konnte Roger während des englischen Bürgerkriegs jedoch nicht alle seine Ansprüche durchsetzen.
Das Dorf Painswick in Gloucestershire, das zu seinen Gütern gehörte, wurde nach ihm benannt.